# Kotîra, Zaricine
Kotîra (în ucraineană Котира) este un sat în comuna Nobel din raionul Zaricine, regiunea Rivne, Ucraina.

## Demografie
Componența lingvistică a localității Kotîra
     Ucraineană (100%)
Conform recensământului din 2001, toată populația localității Kotîra era vorbitoare de ucraineană (100%).